# Ancient Rites

Gli Ancient Rites sono un gruppo fiammingo black metal fondatosi nel 1989 a Diest. La band ha all'attivo un totale di sette album.

## Storia
La storia degli Ancient Rites ebbe inizio nel 1988 quando, Johan, Phillip, Stefan alla batteria e Gunther Theys al basso ed alla voce decisero di formare una band. Dopo un periodo di rodaggio, nel 1990 il gruppo pubblicò un demo intitolato Dark Ritual. Il demo, pubblicato nella scena Underground, ottenne un buon successo e consentì agli Ancient Rites di ottenere l'attenzione del mondo proprio mentre il black metal cominciava ad emergere come genere metal. Subito dopo la pubblicazione del demo Phillip morì in un incidente automobilistico e poco dopo, Stefan si suicidò. Nonostante questi episodi, tuttavia, la band decise di continuare assumendo tra le proprie file il batterista Walter Van Cortenberg.
Nel periodo successivo, Johan decise di lasciare la scena della musica metal e Phillip decise di non suonare più con la band. Il gruppo, quindi, scelse come rimpiazzo i chitarristi Pascal e Bart. Con questa formazione il gruppo pubblicò l'EP Evil Prevails insieme ad alcuni altri lavori con le più disparate etichette discografiche. A causa dell'impossibilità di dedicarsi completamente alla band dovuta ai doveri verso la marina belga, Phillip fu invitato a lasciare il gruppo. Con la sua perdita, gli Ancient Rites si ritrovarono così ad essere un trio.
Benché in tre, nel 1994 il primo full-length album fu pubblicato con il titolo di The Diabolic Serenades. Con la stessa formazione gli Ancient Rites, nel 1996 registrarono l'album Blasfemia Eternal, ma, poco prima della sua pubblicazione, avvenuta nel mese di maggio dello stesso anno, Bart lasciò la band.
A causa degli impegni già presi e non annullabili, la band dovette comunque partire per i tour promozionali. Musicisti belga e non belga si fecero avanti e, come turnisti, aiutarono la band a supportare l'album grazie al quale, la band, ottenne fama internazionale. 
Grazie a questo successo, il chitarrista Erik Sprooten (ex - Inquisitor), e più tardi il chitarrista Jan Yrlund (ex - Lacrimosa) si unirono alla band. Era il 1997. Poco dopo la pubblicazione dell'album, anche il tastierista Fatherland si unì al progetto.
Questa fu la formazione che registrò Dim Carcosa. Nel 2002, Smets lasciò la band e Davy Wouters lo rimpiazzò. Questa formazione è presente nel DVD And The Hordes Stood As One.
Un ulteriore cambio di formazione ci fu durante il tour di supporto dell'album, nel 2003, quando il chitarrista Jan Yrlund fu licenziato ed al suo posto fu richiamato Bart.
Nel dicembre del 2004 la formazione fu ulteriormente estesa con il ritorno di uno dei membri originari della band Domingo Smets, il quale sostituì Gunther al basso quando questi decise di concentrarsi solo sul cantato. Nello stesso periodo anche Raf Jansen ritornò a fare parte della band come terzo chitarrista.
Il 2005 fu un anno di riposo, che la band passò a scrivere le canzoni che avrebbero composto l'album Rubicon, pubblicato nel 2006

## Formazione
- Gunther Theys - voce
- Erik Sprooten - chitarra
- Bart Vandereycken - chitarra
- Domingo Smets - basso
- Walter Van Cortenberg - batteria
- Davy Wouters - tastiera

## Discografia
- 1994 - The Diabolic Serenades
- 1996 - Blasfemia Eternal
- 1998 - Fatherland
- 1999 - The First Decade 1989 - 1999
- 2001 - Dim Carcosa
- 2003 - And The Hordes Stood As One
- 2006 - Rubicon
- 2015 - Laguz